# Foucrainville
Foucrainville és un municipi francès situat al departament de l'Eure i a la regió de Normandia. L'any 2007 tenia 78 habitants.

## Demografia

### Població
El 2007 la població de fet de Foucrainville era de 78 persones. Hi havia 24 famílies, de les quals 12 eren parelles sense fills i 12 parelles amb fills.
La població ha evolucionat segons el següent gràfic:
Habitants censats

### Habitatges
El 2007 hi havia 34 habitatges, 26 eren l'habitatge principal de la família, 3 eren segones residències i 4 estaven desocupats. Tots els 34 habitatges eren cases. Dels 26 habitatges principals, 25 estaven ocupats pels seus propietaris i 1 estava llogat i ocupat pels llogaters; 3 tenien tres cambres, 7 en tenien quatre i 16 en tenien cinc o més. 25 habitatges disposaven pel capbaix d'una plaça de pàrquing. A 9 habitatges hi havia un automòbil i a 17 n'hi havia dos o més.

### Piràmide de població
La piràmide de població per edats i sexe el 2009 era:
| Homes | Edats   | Dones |
| ----- | ------- | ----- |
| 0     | 95 o +  | 0     |
| 0     | 90 a 94 | 4     |
| 0     | 85 a 89 | 4     |
| 0     | 80 a 84 | 0     |
| 4     | 75 a 79 | 4     |
| 0     | 70 a 74 | 0     |
| 0     | 65 a 69 | 0     |
| 0     | 60 a 64 | 0     |
| 0     | 55 a 59 | 4     |
| 0     | 50 a 54 | 0     |
| 4     | 45 a 49 | 4     |
| 4     | 40 a 44 | 0     |
| 0     | 35 a 39 | 4     |
| 0     | 30 a 34 | 0     |
| 0     | 25 a 29 | 0     |
| 0     | 20 a 24 | 0     |
| 0     | 15 a 19 | 8     |
| 12    | 10 a 14 | 0     |
| 0     | 5 a 9   | 0     |
| 0     | 0 a 4   | 0     |

## Economia
El 2007 la població en edat de treballar era de 46 persones, 39 eren actives i 7 eren inactives. De les 39 persones actives 35 estaven ocupades (17 homes i 18 dones) i 4 estaven aturades (3 homes i 1 dona). De les 7 persones inactives 2 estaven jubilades, 2 estaven estudiant i 3 estaven classificades com a «altres inactius».
Activitats econòmiques
Dels 4 establiments que hi havia el 2007, 1 era d'una empresa de construcció, 1 d'una empresa financera i 2 d'empreses de serveis.
L'any 2000 a Foucrainville hi havia 4 explotacions agrícoles.

## Poblacions més properes
El següent diagrama mostra les poblacions més properes.